# Nikola Jojić
Nikola Jojić, né le 15 septembre 2003 à Čačak en Serbie, est un footballeur serbe qui évolue au poste d'ailier droit au HNK Gorica.

## Biographie

### En club
Né à Čačak en Serbie, Nikola Jojić commence le football dans le club local du FK Mladost-Radost puis rejoint le FC Apolon Kraljevo à l'âge de 15 ans, où il ne reste qu'une saison pendant laquelle il est repéré par le FK Mladost Lučani qu'il rejoint et où il poursuit sa formation. C'est avec ce club qu'il fait ses débuts professionnels, jouant son premier match le 24 juillet 2021, lors d'une rencontre de championnat de la saison 2021-2022 face à l'Étoile rouge de Belgrade. Il entre en jeu et son équipe s'incline ce jour-là (1-0).
Jojić inscrit ses deux premiers buts en professionnel le 21 mai 2022, lors d'une rencontre de championnat contre le FK Spartak Subotica. Titularisé, il permet à son équipe de s'imposer avec ses deux buts (2-1 score final).

### En sélection
Nikola Jojić représente l'équipe de Serbie des moins de 19 ans. En juin 2022 il est retenu avec cette sélection pour participer au championnat d'Europe des moins de 19 ans en 2022. Il joue son premier match avec les moins de 19 ans durant cette compétition, le 19 juin 2022, lors du premier match de groupe contre Israël (2-2 score final).